# Naomi Shohan
Pour les articles homonymes, voir Shohan.
Naomi Shohan est une scénographe et chef décoratrice américaine.

## Filmographie partielle
- 1986 : The BodySculpture System (vidéo)
- 1987 : Open House
- 1988 : Screwball Hotel
- 1990 : Framed (TV)
- 1991 : Talkin' Dirty After Dark
- 1992 : Zebrahead
- 1992 : Nervous Ticks
- 1993 :  The Switch  (téléfilm)
- 1994 : Nowhere to Hide (TV)
- 1995 : White Man (White Man's Burden)
- 1996 : Nightjohn (TV)
- 1996 : Feeling Minnesota
- 1997 : Le Damné (Playing God)
- 1998 : Un tueur pour cible (The Replacement Killers)
- 1999 : The Wonderful World of Disney (série TV)
- 1999 : Mrs. Tingle (Teaching Mrs. Tingle)
- 1999 : American Beauty
- 2000 : Brutally Normal (série TV)
- 2001 : Sweet November
- 2001 : Training Day
- 2003 : Les Larmes du Soleil (Tears of the Sun)
- 2005 : Constantine
- 2005 : La Main au collier (Must Love Dogs)
- 2007 : Je suis une légende
- 2009 : The Lovely Bones
- 2010 : The Sorcerer's Apprentice
- 2011 : The Miraculous Year (TV)
- 2014 : Un amour d'hiver (Winter's Tale)
- 2014 : Equalizer (The Equalizer)
- 2015 : The Walk : Rêver plus haut
- 2016 : Ben-Hur
- 2018 : A Wrinkle in Time
- 2020 : Project Power
- 2022 : The Man from Toronto de Patrick Hughes
- 2023 : Emancipation d'Antoine Fuqua

## Distinctions
- 2000 : BAFTA : nomination au British Academy Film Award des meilleurs décors pour American Beauty
- 2011 : CinEuphoria : prix CinEuphoria du meilleur directeur artistique (International Competition) pour The Lovely Bones